# Gershwin Theatre
Le Gershwin Theatre est un théâtre de Broadway situé au 222 West 51e rue dans le Theater District, dans le centre de Manhattan, à New York (États-Unis).
C'est la salle ayant la plus grande capacité de Broadway, avec un total de 1 933 places.
La salle a été inaugurée en 1972 sous le nom  Uris Theatre d'après le nom du concepteur de l'immeuble, avec la comédie musicale Via Galactica. Entre 1974 et 1976 elle a servi de salle de concert. La salle a été renommée Gershwin Theater en 1983, en l'honneur du compositeur George Gershwin et de son frère le parolier Ira Gershwin.

## Représentations notables
- 1972 : Via Galactica
- 1973 : Seesaw, Gigi
- 1975 : Frank Sinatra, Ella Fitzgerald, et Count Basie
- 1976 : Porgy and Bess
- 1977 : The King and I
- 1979 : Sweeney Todd: The Demon Barber of Fleet Street
- 1981 : The Pirates of Penzance, My Fair Lady
- 1982 : Annie
- 1983 : Show Boat
- 1984 : Cyrano de Bergerac, Much Ado About Nothing
- 1985 : Singin' in the Rain
- 1987 : Starlight Express
- 1990 : Meet Me in St. Louis, Fiddler on the Roof
- 1991 : Moscow Circus
- 1993 : Raffi
- 1995 : Show Boat
- 1997 : Candide, 1776
- 1998 : On the Town
- 1999 : 53e cérémonie des Tony Awards
- 2000 : Riverdance on Broadway
- 2002 : Oklahoma!
- 2003 : Wicked[1],[2]